# Кунигунда Славонская
Кунгута (Кунигунда) Ростиславна (1245 — 9 сентября 1285), также известная в истории как Кунгута Венгерская (чеш. Kunhuta Uherská) и Кунгута Галицкая (чеш. Kunhuta Haličská) — королева Чехии, жена короля Пржемысла Отакара II в 1261—1278, регент Чехии в 1283—1285.

## Происхождение
Кунигунда была внучкой великого князя Киевского Михаила Всеволодовича. Её отец Ростислав Галицкий женился в 1243 году на дочери венгерского короля Белы IV Анне. После неудачной попытки захватить Галицко-Волынскую землю Ростислав в 1245 году навсегда вернулся к тестю, и получил от него банат Славонии, а в 1247 году специально созданный банат Мачва (междуречье Дуная, Дрины, Савы и Моравы со столицей в Белграде).

## Чешская королева
В 1260 году дед Кунигунды Бела IV потерпел от чешского короля Пржемысла II Отакара серьёзное поражение в борьбе за австрийские земли, в результате которого потерял Штирию. Он стал искать мира с чехами. Отакар начал переговоры о свадьбе, разведясь с наследницей австрийского престола Маргаритой фон Бабенберг, которая была старше него почти на 30 лет и не родила ему ребёнка.
Первоначально Отакар просил руки дочери Белы Маргариты, но она готовила себя к монашеству и отказала ему. Тогда Бела предложил чешскому королю руку своей внучки.
Бракосочетание состоялось 25 октября 1261 года в Прешпореке. 25 декабря того же года Отакар провёл для своей новой жены впечатляющую коронацию в Праге, которая стала большим событием для современной Европы.
О Кунигунде в то время известно немного. Её изображают как темпераментную и исключительно красивую женщину, которая часто сопровождала мужа на турнирах. Известно также, что для того, чтобы её развлечь, король привёз в Пражский Град львов.

## Под немецким влиянием
Всё изменилось в 1278 году, когда муж Кунигунды, стремясь вернуть контроль над Австрией, погиб в битве у Сухих Крут с войсками германского короля Рудольфа I Габсбурга. Против Пржемысла в той битве сражались и венгры, король которых, кузен Кунигунды Ласло IV Кун, заключил с немцами союз против чехов.
После гибели Отакара два его родственника претендовали на то, чтобы стать регентами при его с Кунигундой малолетнем сыне Вацлаве II — племянник погибшего короля маркграф Бранденбурга Оттон V и Хенрик Пробус, силезско-вроцлавский князь, будущий король Польши.
Регентом, под влиянием Рудольфа, стал маркграф Оттон. В 1279 году он от имени Вацлава подписал мир с Рудольфом, по которому отказывался от завоёванных Пржемыслом Отакаром Австрии, Штирии и Каринтии, и отдав на пять лет Моравию. Чтобы защитить свои права, Кунигунда в переговорах с Рудольфом подтвердила, что согласна на браки своих детей с его сыном и дочерью. Рудольф выделил Кунигунде Опавское княжество, отобранное у внебрачного сына Отакара Микулаша, который в битве у Сухих Крут попал в плен к венграм.
Однако вскоре у Кунигунды и Оттона начались разногласия, в результате которых регент отправил её с детьми в недостроенный Отакаром замок Бездез, фактически сделав их своими пленниками. Кунигунде удалось оттуда бежать в Опавскую землю, но она оставила там своего сына Вацлава, за что её осуждает ряд историков. Оттон увёз молодого чешского короля в Бранденбург, продолжая управлять страной от его имени.
Кунигунда укрылась в своём вдовьем замке в Градце-над-Моравици.

## Завиш из Фалькенштейна
Именно там в её жизни появился влиятельный чешский рыцарь Завиш из Фалькенштейна. Существовало предположение, что он был её любовником ещё при Отакаре, однако современные историки в основном отвергают эту версию.
У Завиша был конфликт с Отакаром из-за территориальных споров, в результате которого он бежал к Рудольфу Габсбургу. Теперь же, с победой Рудольфа, он вернулся в Чехию. Однако вскоре у Завиша начались трения и с регентом, он даже участвовал в восстании против него.
В результате Завиш из Фалькенштейна прибыл в Градец-над-Моравици и предложил королеве свою помощь.
Подробное свидетельство о встрече Кунигунды-Кунгуты с Завишем оставила одна из известнейших средневековых чешских хроник — «Збраславская хроника» (Chronicon Aulae regiae):
«В дни эти пан некий из Чехии по имени Завиш, оного король Отакар по винам его осуждением к изгнанию покарати дал и всяких домашних его вирой вечного изгнания неотзывно от дома отказал. Оный, после смерти Отакаровой, королеву Кунгуту, на Мораве пребывавшую, повстречал, не так в службах охотнейший, ако в беседах довереннейший над другими рыцари быти почал. Чаял же, что места своего снова уймет и грады свои легко назад добудет, если у королевы милости близкого приятельства добьется. Всяко, нетрудно меняется мысль женская, и королева, уловками его чародейства, сильно его любить стала, простив ему от сердца то, чем против короля провинился, поставила его над другими в дружине своей».
Рыцарь тоже был вдовцом, и их партнёрство с Кунигундой вскоре переросло в роман. В 1281 году королева назначила Завиша бургграфом замка Градец-над-Моравици. 
Тогда же, выкупленный из плена, в Опаву вернулся её бывший правитель Микулаш, который начал добиваться восстановления своей власти над княжеством. Влюблённым пришлось бежать в Моравию, в одно из родовых владений Завиша. В том же году у них родился сын Ян, прозванный Йешек. По легенде, это произошло в одном из замков недалеко от Своянов. 

## Регентша Чехии
Всё изменил 1283 год, когда сыну Кунигунды чешскому королю Вацлаву II исполнилось 12 лет. Недовольные немецким регентом чешские дворяне стали группироваться вокруг матери молодого короля Кунигунды, и Оттону пришлось вернуть Вацлава в Прагу. Тогда же к его двору вернулась и королева вместе с Завишем.
Кунигунда стала фактической регентшей Чехии при своём сыне. Завиш смог добиться расположения юного короля и стал ему вторым отцом.
Под влиянием Завиша были отстранены от государственного управления прежние лидеры, которых он заменил своими родственниками или друзьями. Сам Фалькенштейн сосредоточил в своих руках всю власть в Чешском королевстве и был своего рода неофициальным вице-королём.
Та же «Збраславская хроника» повествует:
«Когда король молчал, он сам говорил и сам единый решал дела всего королевства, всегда больше чем короля его боялись, он сам все устанавливал, его самоединого все слушали»
Фалькенштейн, прежде всего, вновь укрепил в Чехии, раздираемой распрями и бунтами и отданной на разграбление иностранным солдатам, королевскую власть.
Впрямую идти против Рудольфа Габсбурга, однако, у правителей Чехии было недостаточно сил. Кунигунда выполнила обещание о браках своих детей с детьми Рудольфа. В январе 1285 года в городе Хеб состоялась свадьба Вацлава II с дочерью немецкого короля Юдит. Так как Юдит была ещё очень молода (ей было 13 лет), то после свадьбы Рудольф забрал её обратно в Германию.

## Жена Фалькенштейна
В мае того же года в Праге состоялась другая свадьба. Королева вторично вышла замуж — за своего любовника Завиша. Брачный союз был скреплен официально. По свидетельству венского летописца, свадьба случилась после праздника Св. Троицы, то есть 20 мая. Своё согласие дал сам молодой король Вацлав. Как повествует «Збраславская хроника»:
«Завиш, обратившись к королю с медово-сладкими речами, попросил, чтобы тот ему Кунгуту в законные жены дал. Король же, ещё молодой, думая, что так годится, без труда просьбу последнего удовлетворил и мать свою, которой это тоже нравилось, следуя желаниям обоих, принародно с Завишем обручил, дабы они, что раньше в незаконном союзе сошлись, после величания (празднования) законного брака, дальше вместе по закону жили»
Однако супружество длилось недолго. 9 сентября 1285 года королева умерла.
Смерть наступила, скорее всего от туберкулёза. Как свидетельствуют летописцы, доказательством этого был слишком яркий румянец на её лице и тот факт, что от такой же болезни в 1305 году умер её сын чешский король Вацлав II.
Кунигунда была похоронена в Анежском монастыре в Праге, рядом с родителями Отакара II, своей дочерью Маргаритой и Святой Агнессой.
В положении Завиша в первое время ничего не поменялось. Молодой король Вацлав II ему по прежнему доверял и видел в нём своего второго отца. Завиш выкрал сестру венгерского короля и женился на ней, присвоил себе титул князя Опавского, на том основании, что жил в этих землях вместе с Кунигундой. Однако он стал часто отсутствовать при дворе, чем воспользовались его враги, оговорив его перед Вацлавом. В 1289 году молодой король отдал приказание схватить Завиша, а в 1290 году Микулаш Опавский показательно казнил его перед вступившимся за него родственниками.
Об отношении короля Вацлава к матери, под сильным влиянием которой он находился, свидетельствует тот факт, что он не назвал ни одну из дочерей именем Кунигунды-Кунгуты. Хотя одну из них назвал в честь своей кормилицы — Элишка.

## Браки и дети
Первый муж — с 25 октября 1261 года Пржемысл Отакар II (1233 — 26 августа 1278), король Чехии.
Дети от первого брака:
- Генрих, умер в младенчестве
- Кунгута Чешская (1265 — 27 ноября 1321), с 1291 года жена Болеслава II (не ранее 1251 — 1313), князя Мазовецкого
- Агнесса Чешская (5 сентября 1269 — 17 мая 1296), с 1289 года австрийского герцога Рудольфа II (1271—1290)
- Вацлав II (17 сентября 1271 — 21 июня 1305), король Чехии с 1278 года

Хроники династии Люксембургов упоминают, что у них было ещё сын и дочь Маргарита-Маркета, которая умерла в детстве.
Второй муж — с 20 мая 1285 года Завиш из Фалькенштейна (ок. 1240 — 24 августа 1290)
Сын (рождён до брака):
- Ян из Фалькенштейна (1281 — не ранее 1337), комтур Тевтонского ордена